# 松江テルサ
松江テルサ（まつえテルサ、Matsue Terrsa）は、島根県松江市にある都市型複合施設。正式名称は松江勤労者総合福祉センター。
雇用促進事業団が雇用保険事業として整備した勤労者福祉施設のひとつ。

## 概要
芸術、文化、スポーツを楽しめるシンボル施設として、2000年3月に竣工。JR西日本松江駅前に立地し、地上7階、地下2階からなる。
ただ2024年現在は老朽化に伴う雨漏りなどが発生し、その修繕費が松江市の財政を圧迫している。2024年8月には、将来的に近隣の一畑百貨店松江店跡に新たな施設を建てて移転し、本施設は取り壊す方針が明らかにされた。

## 主な施設

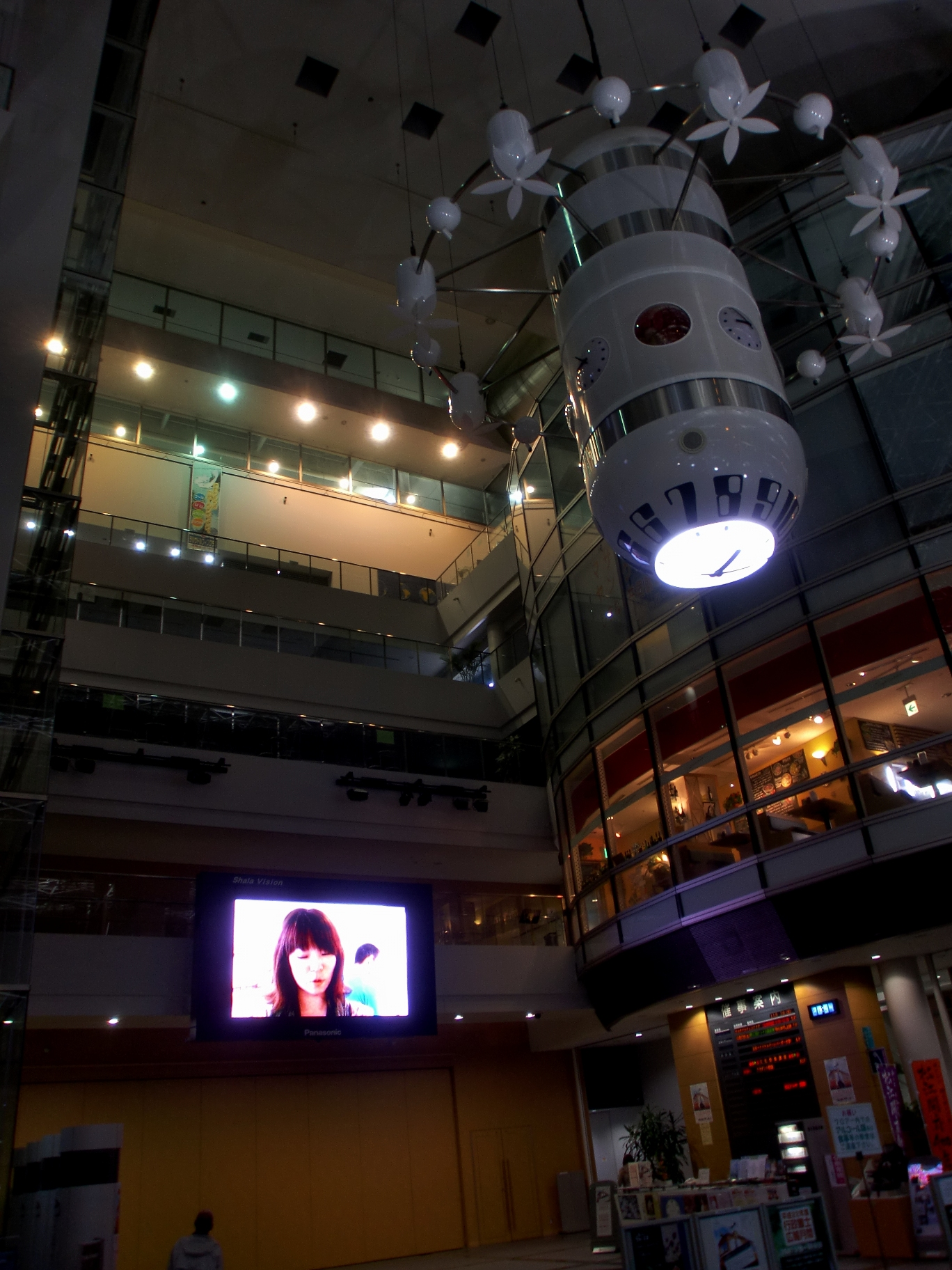
内部（2011年）

### テルサホール
1階。コンサート、式典、展示会などに使用される多目的ホール。大型プロジェクターなどの映像音響設備を備えている。座席を外して平土間としても使用できる。
- 延床面積：590㎡
- 座席数：580席（最大）

### ドームシアター
7階。映画やプラネタリウム番組が上映されている多目的シアター。その他、研究発表会や講演会の会場として使用されている。
- 延床面積：31㎡
- 座席数：160席

その他、公益財団法人ふるさと島根定住財団（ジョブカフェしまねなどを運営）、駅前仕事プラザ松江（ハローワーク松江の出先機関）、スポーツクラブ、レストランなどがある。

## 交通アクセス
- JR松江駅北口より徒歩1分
- 松江中央ランプより車で10分